# جوك موريسون
جوك موريسون (بالإنجليزية: Jock Morison)‏ هو لاعب كرة قدم أسترالية أسترالي، ولد في 5 ديسمبر 1915، وتوفي في 10 مارس 1991.

## وصلات خارجية
- جوك موريسون على موقع AustralianFootball.com (الإنجليزية)
- جوك موريسون على موقع AFLtables.com (الإنجليزية)